# Адміністративний устрій Керченського району
Адміністративний устрій Керченського району — адміністративно-територіальний поділ Керченського району АР Крим на 2 міські, 2 селищні та 24 сільських ради, що підпорядковані Керченській районній раді та об'єднують 69 населених пунктів. Адміністративний центр — місто Керч.

## Список радКерченського району
| №  | Назва                          | Центр             | Населені пункти                                                                            | Площа км² | Місце за площею | Населення (2001), чол. | Місце за населенням |
| -- | ------------------------------ | ----------------- | ------------------------------------------------------------------------------------------ | --------- | --------------- | ---------------------- | ------------------- |
| 1  | Керченська міська рада         | м. Керч           | м. Керч                                                                                    |           |                 |                        |                     |
| 1  | Щолкінська міська рада         | м. Щолкіне        | м. Щолкіне                                                                                 |           |                 |                        |                     |
| 2  | Багерівська селищна рада       | смт Багерове      | смт Багерове c. Іванівка                                                                   |           |                 |                        |                     |
| 3  | Ленінська селищна рада         | смт Єди-Кую       | смт Єди-Кую                                                                                |           |                 |                        |                     |
| 4  | Батальненська сільська рада    | c. Батальне       | c. Батальне c. Южне c. Ячмінне                                                             |           |                 |                        |                     |
| 5  | Бєлінська сільська рада        | c. Бєлінське      | c. Бєлінське c. Верхньозаморське c. Золоте c. Нижньозаморське c. Нововідрадне c. Станційне |           |                 |                        |                     |
| 6  | Виноградненська сільська рада  | c. Виноградне     | c. Виноградне c. Романове                                                                  |           |                 |                        |                     |
| 7  | Войковська сільська рада       | c. Войкове        | c. Войкове c. Бондаренкове c-ще Єгорове c. Курортне                                        |           |                 |                        |                     |
| 8  | Глазівська сільська рада       | c. Глазівка       | c. Глазівка c. Осовини c. Юркине                                                           |           |                 |                        |                     |
| 9  | Горностаївська сільська рада   | c. Горностаївка   | c. Горностаївка                                                                            |           |                 |                        |                     |
| 10 | Завітненська сільська рада     | c. Завітне        | c. Завітне c. Костиріне c. Набережне c. Яковенкове                                         |           |                 |                        |                     |
| 11 | Іллічівська сільська рада      | c. Кара-Кую       | c. Кара-Кую                                                                                |           |                 |                        |                     |
| 12 | Калинівська сільська рада      | c. Калинівка      | c. Калинівка                                                                               |           |                 |                        |                     |
| 13 | Кіровська сільська рада        | c. Карса          | c. Карса c. Вулканівка c. Ярке                                                             |           |                 |                        |                     |
| 14 | Красногірська сільська рада    | c. Красногірка    | c. Красногірка c. Корольове                                                                |           |                 |                        |                     |
| 15 | Ленінська сільська рада        | c. Полтавське     | c. Полтавське c. Фонтан                                                                    |           |                 |                        |                     |
| 16 | Лугівська сільська рада        | c. Лугове         | c. Лугове c. Єрофєєве                                                                      |           |                 |                        |                     |
| 17 | Мар'ївська сільська рада       | c. Мар'ївка       | c. Мар'ївка c. Борисівка c. В'язникове c. Пташкине                                         |           |                 |                        |                     |
| 18 | Марфівська сільська рада       | c. Марфівка       | c. Марфівка c. Новоселівка c. Прудникове                                                   |           |                 |                        |                     |
| 19 | Мисівська сільська рада        | c. Мисове         | c. Мисове c. Азовське c. Заводське c. Семенівка                                            |           |                 |                        |                     |
| 20 | Новомиколаївська сільська рада | c. Новомиколаївка | c. Новомиколаївка                                                                          |           |                 |                        |                     |
| 21 | Октябрська сільська рада       | c. Мелек-Чесме    | c. Мелек-Чесме                                                                             |           |                 |                        |                     |
| 22 | Останінська сільська рада      | c. Останіне       | c. Останіне c. Зелений Яр c. Пісочне                                                       |           |                 |                        |                     |
| 23 | Приозернівська сільська рада   | c. Приозерне      | c. Приозерне                                                                               |           |                 |                        |                     |
| 24 | Семисотська сільська рада      | c. Семисотка      | c. Семисотка c. Кам'янське c. Львове c. Петрове c. Соляне c. Фронтове                      |           |                 |                        |                     |
| 25 | Уварівська сільська рада       | c. Уварове        | c. Уварове                                                                                 |           |                 |                        |                     |
| 26 | Челядінівська сільська рада    | c. Челядінове     | c. Челядінове c. Огоньки                                                                   |           |                 |                        |                     |
| 27 | Чистопільська сільська рада    | c. Чистопілля     | c. Чистопілля c. Затишне c. Китай c. Тасунове                                              |           |                 |                        |                     |